# Spasmolytikum
Spasmolytikum, eller antispasmolytikum, är ett samlingsnamn för kramp-/spasmlösande mediciner och örter. Dessa kramper beror oftast på mindre okontrollerade muskelsammandragningar i vissa organ. Effekten av spasmolytika är att de förebygger dessa kramper, särskilt i magsäck, inälvor och urinblåsan.